# Потрост золотогорлий
Потро́ст золотогорлий (Tiaris olivaceus) — вид горобцеподібних птахів родини саякових (Thraupidae). Мешкає в Мексиці, Центральній і Південній Америці та на Великих Антильських островах на Карибах. Це єдиний представник монотипового роду Потрост (Tiaris).

## Опис

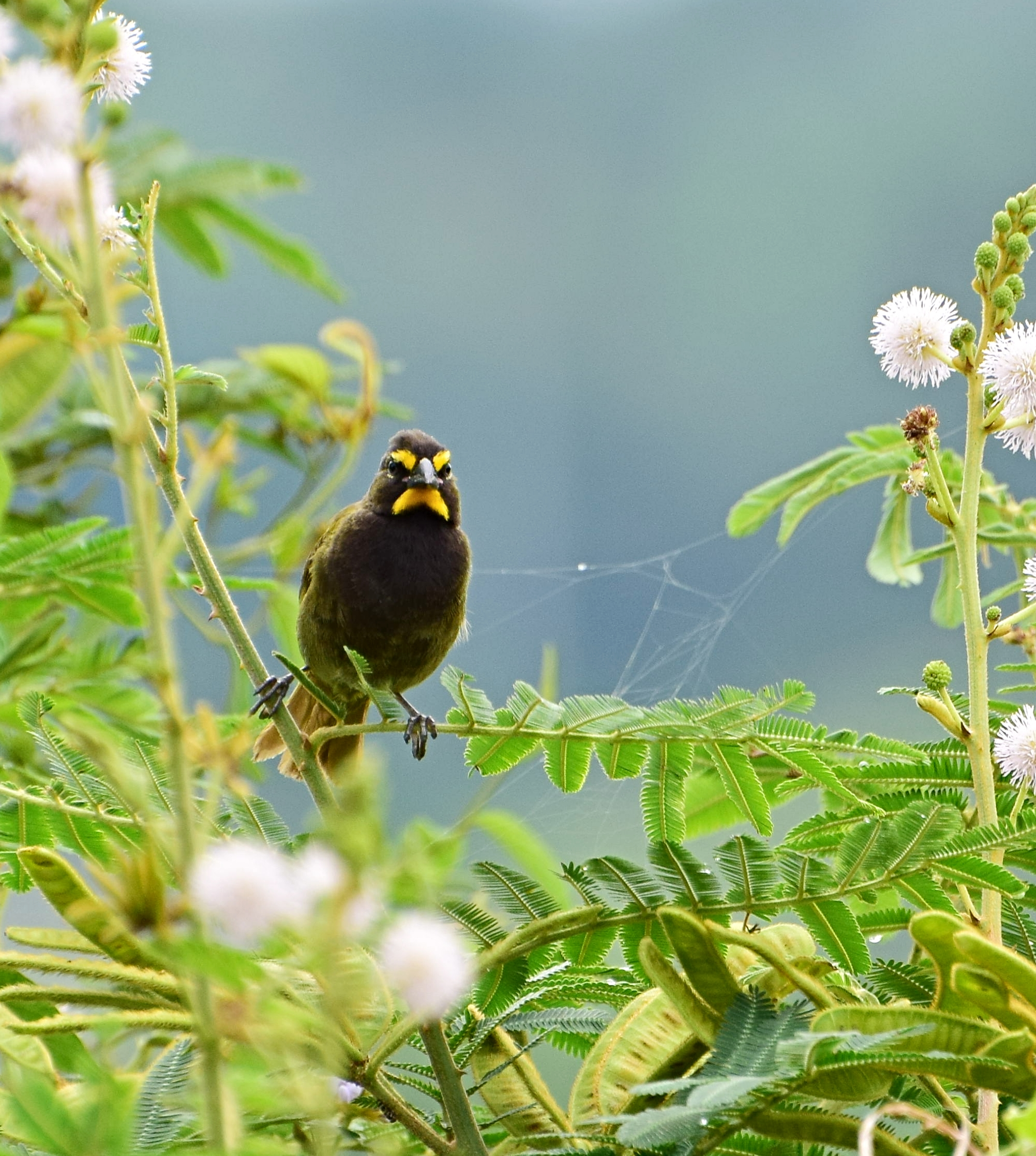
Золотогорлий потрост

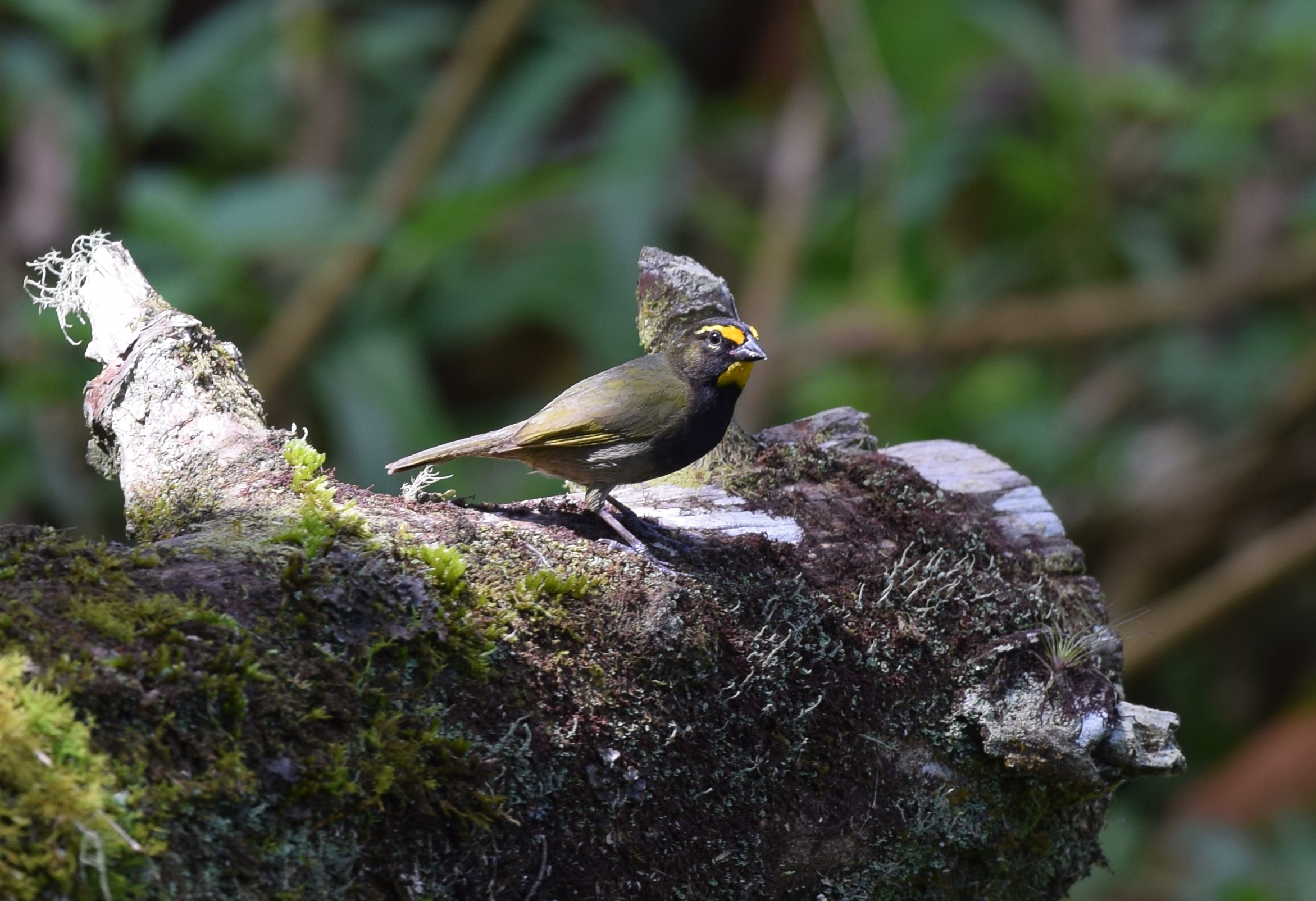
Золотогорлий потрост (Коста-Рика)

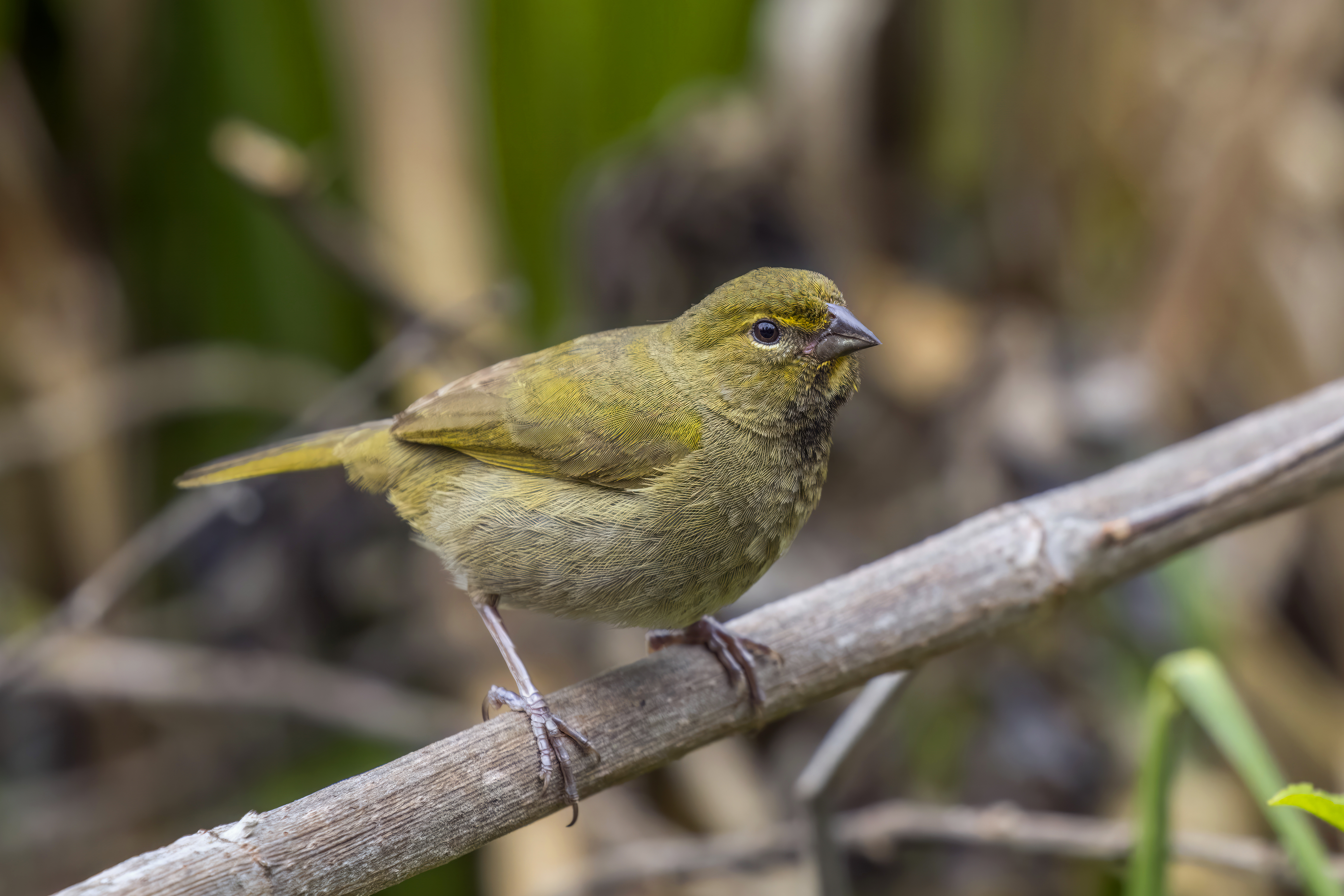
Молодий самець золотогорлого потроста (Панама)

Довжина птаха становить 10-10,7 см, вага 8-10 г, в залежності від підвиду. У самців спина оливково-зелена, груди і обличчя чорні, над очима жовтувато-оранжеві "брови", горло яскраво-жовте. Решта нижньої частини тіла сірувато-оливкова. Очі темно-карі, дзьоб конічної форми. чорний, лапи сірі. 
Самиці є дещо меншими, ніж самці, забарвлення у них менш яскраве. Верхня частина тіла у них переважно тьмяно-оливково-зелена, нижня частина тіла блідо-сіра, груди поцятковані темними плямами. Жовті смуги на обличчі набагато менш виражені. Нижня частина дзьоба темно-рогова або світло-сіра. Забарвлення молодих птахів є подібне до забарвлення самиць, однак тьмяніше і більш сіре, а жовті "брови" і пляма на горлі у них ще менш виражені. Молоді самці набувають дорослого забарвлення у віці 1 року.
Голос — мінлива серія з короткий, високих, тонких трелей. Вона досить мелодійна, однак приглушена. Її можна почути на відкосно короткій відстані.

## Таксономія
В 1760 році французький зоолог Матюрен Жак Бріссон включив опис золтогорлого потроста до своєї книги "Ornithologie", описавши птаха за зразком з Сан-Домінго (Гаїті). Він використав французьку назву Le bruant de S. Domingue та латинську назву Emberiza dominicensis. Однак, хоч Бріссон і навів латинську назву, вона не була науковою, тобто не відповідає біномінальній номенклатурі і не визнана Міжнародною комісією із зоологічної номенклатури. Коли в 1766 році шведський натураліст Карл Лінней випустив дванадцяте видання своєї «Systema Naturae», він доповнив книгу описом 240 видів, раніше описаних Бріссоном. Одним з цих видів був золотогорлий потрост, для якого Лінней придумав біномінальну назву Emberiza olivacea. Пізніше вид був переведений до роду Потрост (Tiaris), введеного англійським натуралістом Вільямом Джоном Свенсоном у 1827 році. Раніше до цього роду відносили також низку інших видів, однак за результатами молекулярно-філогенетичного дослідження 2014 року вони були переведені до родів Asemospiza, Melanospiza і Phonipara.

### Підвиди
Виділяють п'ять підвидів:. 
- T. o. pusillus Swainson, 1827 — від східної Мексики до східної Панами, Анди у Венесуелі, Колумбії і Еквадорі;
- T. o. intermedius (Ridgway, 1885) — острови Косумель і Хольбош[en] (на схід від Юкатану);
- T. o. ravidus Wetmore, 1957 — острів Коїба (на південь від Панами);
- T. o. olivaceus (Linnaeus, 1766) — Куба, Ісла-де-ла-Хувентуд, Ямайка і Гаїті, Кайманові Острови;
- T. o. bryanti (Ridgway, 1898) — Пуерто-Рико і сусідні острови.

## Поширення і екологія
Золотогорлі потрости мешкають в Мексиці, Гватемалі, Белізі, Сальвадорі, Гондурасі, Нікарагуа, Коста-Риці, Панамі, Венесуелі, Колумбії, Еквадорі, Кубі, Гаїті, Домініканській Республіці, на Ямайці, Пуерто-Рико і Кайманових Островах. Крім того, вони були інтродуковані на острові Оаху (Гаваї). Бродячі птахи спостерігалися на півдні США, в Техасі і Флориді. Золотогорлі потрости живуть у напіввідкритих природних середовищах, зокрема в саванах, чагарникових заростях і на порослих чагарниками луках. Вони уникають сухих, трав'янистих луків та інших надто відкритих середовищ, однак часто трапляються в садах. іноді навіть поблизу людських поселень. Зустрічаються парами або невеликими розрідженими зграйками, на висоті до 2300 м над рівнем моря. Часто приєднуються до змішаних зграй птахів.
Золотогорлі потрости живляться переважно насінням трав, а також дрібними плодами, іноді також комахами. Вони гніздяться майже протягом всього року. за винятком періоду з лютого по квітень, переважно влітку. Самці тріпотять крилами і співають свою приглушену пісню, сидячи дуже близько до самиці, на відстані 2,5-5 см. Іноді птахи формують невеликі гніздові колонії. Гніздо кулеподібне з бічним входом, робиться самицею зі стебел, корінців, інших рослинних волокон і шерсті, розміщується серед трави, на висоті до 30 см над землею, рідше в чагарниках. В кладці від 2 до 3, іноді до 4 білих, поцяткованих бурими плямками яєць. Інкубаційний період триває 12-14 днів, насиджують лише самиці.